# Unione Sportiva Campobasso 1975-1976
Questa pagina raccoglie le informazioni riguardanti l'Unione Sportiva Campobasso nelle competizioni ufficiali della stagione 1975-1976.

## Stagione
La squadra per il primo anno di C viene rinforzata adeguatamente che si va ad aggiungere al blocco dell'anno prima mentre altri decidono di rimanere in D, con il riconfermato Alberto Medeot e il nuovo arrivato Giorgio Blasig in prestito dal Modena (arrivato a ottobre) a guidare l'attacco (7 gol a testa), mentre in difesa si affidano alla coppia centrale Vincenzo Urbani-Giancarlo Carloni mentre Gabriele Bolognesi e Bruno Pinna guidano il centrocampo, ed a ottobre arriva Gesualdo Piacenti in prestito dalla Roma. In panchina siede Lino De Petrillo per una squadra che si conferma quasi sempre in casa, dove cadono le aspiranti alla promozione Lecce e Benevento (perse solo una volta in casa con il Marsala), ruolino di marcia inverso in trasferta dove vince una solta volta e perde 12 volte, chiudendo la stagione al sesto posto.
In Coppa Italia Semiprofessionisti nel girone eliminatorio arriva a pari punti con la Pro Vasto che accede al turno successivo per differenza reti negli scontri diretti nei confronti dei rossoblù.

## Rosa
| N. |                   | Ruolo | Calciatore            |
| -- | ----------------- | ----- | --------------------- |
|    | Italia (bandiera) | P     | Giovanni Ciaramella   |
|    | Italia (bandiera) | P     | Domenico Lamia Caputo |
|    | Italia (bandiera) | P     | Massimo Migliorini    |
|    | Italia (bandiera) | D     | Giancarlo Carloni     |
|    | Italia (bandiera) | D     | Rocco Antonio Parasmo |
|    | Italia (bandiera) | D     | Michele Scorrano      |
|    | Italia (bandiera) | D     | Vincenzo Pilone       |
|    | Italia (bandiera) | D     | Vincenzo Urbani       |
|    | Italia (bandiera) | C     | Angelo Amadori        |
|    | Italia (bandiera) | C     | Paolo Bassi           |
|    | Italia (bandiera) | C     | Mauro Bencivenga      |
|    | Italia (bandiera) | C     | Gabriele Bolognesi    |
|    | Italia (bandiera) | C     | Luigi Donzelli        |

| N. |                   | Ruolo | Calciatore             |
| -- | ----------------- | ----- | ---------------------- |
|    | Italia (bandiera) | C     | Gesualdo Piacenti      |
|    | Italia (bandiera) | C     | Bruno Pinna (capitano) |
|    | Italia (bandiera) | C     | Claudio Serafini       |
|    | Italia (bandiera) | C     | Giuseppe Silva         |
|    | Italia (bandiera) | C     | Andrea Truant          |
|    | Italia (bandiera) | A     | Crescenzo Bentivoglio  |
|    | Italia (bandiera) | A     | Giorgio Blasig         |
|    | Italia (bandiera) | A     | Claudio Capogna        |
|    | Italia (bandiera) | A     | Bruno Colitti          |
|    | Italia (bandiera) | A     | Claudio De Libero      |
|    | Italia (bandiera) | A     | Alberto Medeot         |
|    | Italia (bandiera) | A     | Antonio Patalano       |
|    | Italia (bandiera) | A     | Bortolo Qualano        |
|    | Italia (bandiera) | A     | Antonio Tabascio       |

## Calciomercato

### Sessione estiva
| Acquisti | Acquisti              | Acquisti       | Acquisti   |
| R.       | Nome                  | da             | Modalità   |
| -------- | --------------------- | -------------- | ---------- |
| P        | Massimo Migliorini    | Sambenedettese | definitivo |
| D        | Vincenzo Pilone       | Sambenedettese | definitivo |
| D        | Giancarlo Carloni     | Grosseto       | definitivo |
| D        | Rocco Antonio Parasmo | Brindisi       | definitivo |
| D        | Vincenzo Urbani       | Salernitana    | definitivo |
| C        | Mauro Bencivenga      | Torres         | definitivo |
| C        | Gabriele Bolognesi    | Chieti         | definitivo |
| C        | Andrea Truant         | Avellino       | definitivo |
| A        | Crescenzo Bentivoglio | Ripalimosani   | definitivo |
| A        | Claudio Capogna       | Barletta       | definitivo |
| A        | Bartolo Qualano       | Napoli         | definitivo |

| Cessioni | Cessioni               | Cessioni     | Cessioni      |
| R.       | Nome                   | a            | Modalità      |
| -------- | ---------------------- | ------------ | ------------- |
| P        | Domenico Lamia Caputo  | Pro Lanciano | definitivo    |
| D        | Leo Boncori            | Frascati     | definitivo    |
| D        | Flavio Malagamba       | Torres       | definitivo    |
| D        | Giovan Battista Rigoni | Torres       | definitivo    |
| C        | Ermes Moretti          | Torres       | definitivo    |
| C        | Giovanni Rosati        | Pro Lanciano | definitivo    |
| A        | Pasquale Pirone        | Puteolana    | definitivo    |
| A        | Paolo Aragoncelli      | Fermana      | definitivo    |
| A        | Mario Codognato        |              | fine carriera |

### Sessione autunnale
| Acquisti | Acquisti          | Acquisti | Acquisti   |
| R.       | Nome              | da       | Modalità   |
| -------- | ----------------- | -------- | ---------- |
| C        | Paolo Bassi       | Lucchese | definitivo |
| C        | Gesualdo Piacenti | Roma     | prestito   |
| A        | Giorgio Blasig    | Modena   | prestito   |

| Cessioni | Cessioni         | Cessioni  | Cessioni   |
| R.       | Nome             | a         | Modalità   |
| -------- | ---------------- | --------- | ---------- |
| C        | Luigi Donzelli   | Gladiator | definitivo |
| C        | Andrea Truant    | Latina    | definitivo |
| A        | Antonio Tabascio | Fermana   | definitivo |

## Risultati

### Serie C

#### Girone di andata
| Arbitro: | Lanzetti (Viterbo) |

|                                 |           |  |
| Iannucci 48’ (rig.), 63’ (rig.) | Marcatori |  |

| Arbitro: | Cornegliani (Milano) |

|                    |           |  |
| Amadori 67’ (rig.) | Marcatori |  |

| Arbitro: | Canesi (Cremona) |

|            |           |  |
| Sorace 77’ | Marcatori |  |

| Campobasso 5 ottobre 1975 4ª giornata | Campobasso       | 0 – 0 referto | Cosenza | Stadio Giovanni Romagnoli\| Arbitro: \| Adamu (Cagliari) \| |
| Arbitro:                              | Adamu (Cagliari) |               |         |                                                             |

| Arbitro: | Tubertini (Bologna) |

|                  |           |           |
| Fazzi 80’ (rig.) | Marcatori | 3’ Medeot |

| Arbitro: | Redini (Pisa) |

|                         |           |  |
| Capogna 28’ Amadori 53’ | Marcatori |  |

| Arbitro: | Parussini (Udine) |

|               |           |            |
| Pellegrini 3’ | Marcatori | 46’ Medeot |

| Campobasso 2 novembre 1975 8ª giornata | Campobasso            | 0 – 0 referto | Salernitana | Stadio Giovanni Romagnoli\| Arbitro: \| Governa (Alessandria) \| |
| Arbitro:                               | Governa (Alessandria) |               |             |                                                                  |

| Arbitro: | Pieroni (Jesi) |

|             |           |                                |
| Qualano 33’ | Marcatori | 65’ Lacchetti 73’ D'Alessandro |

| Arbitro: | Carvani (Piacenza) |

|                |           |  |
| Mangiapane 38’ | Marcatori |  |

| Arbitro: | Zanchetta (Treviso) |

|                             |           |  |
| Qualano 35’, 81’ Blasig 50’ | Marcatori |  |

| Arbitro: | Manfredini (Pavia) |

|           |           |            |
| Bella 50’ | Marcatori | 40’ Blasig |

| Arbitro: | Zuffi (Ravenna) |

|                       |           |              |
| Pinna 63’ Qualano 77’ | Marcatori | 76’ De Biase |

| Arbitro: | Cornegliani (Milano) |

|           |           |  |
| Pinna 24’ | Marcatori |  |

| Arbitro: | Parussini (Udine) |

|                 |           |  |
| Scarpa 20’, 81’ | Marcatori |  |

| Arbitro: | Celli (Trieste) |

|                      |           |  |
| Parasmo 90+2’ (aut.) | Marcatori |  |

| Arbitro: | Vitali (Bologna) |

|                         |           |  |
| Piacenti 28’ Medeot 41’ | Marcatori |  |

| Arbitro: | Mattei (Macerata) |

|                   |           |  |
| Blasig 72’ (rig.) | Marcatori |  |

| Arbitro: | Gazzari (Macerata) |

|               |           |                        |
| Pensabene 87’ | Marcatori | 24’ Capogna 53’ Pilone |

#### Girone di ritorno
| Arbitro: | Soncini (Bologna) |

|                      |           |  |
| Medeot 3’ Blasig 16’ | Marcatori |  |

| Nocera Inferiore 8 febbraio 1976 21ª giornata | Nocerina           | 0 – 0 referto | Campobasso | Stadio San Francesco\| Arbitro: \| Stillacci (Torino) \| |
| Arbitro:                                      | Stillacci (Torino) |               |            |                                                          |

| Arbitro: | Meneghetti (Verona) |

|               |           |  |
| Bolognesi 86’ | Marcatori |  |

| Arbitro: | Casella (Voghera) |

|             |           |  |
| Canetti 57’ | Marcatori |  |

| Arbitro: | Ballerini (La Spezia) |

|            |           |  |
| Medeot 58’ | Marcatori |  |

| Arbitro: | Colasanti (Roma) |

|                                 |           |           |
| Montenegro 27’ Giannattasio 38’ | Marcatori | 37’ Pinna |

| Arbitro: | Materassi (Firenze) |

|              |           |                  |
| Piacenti 30’ | Marcatori | 15’ (rig.) Conte |

| Arbitro: | Zuffi (Ravenna) |

|                                      |           |  |
| Vitulano 25’ (rig.), 65’, 85’ (rig.) | Marcatori |  |

| Arbitro: | Stringaro (Udine) |

|                     |           |  |
| Oddo 26’ Pitino 28’ | Marcatori |  |

| Arbitro: | Marino (Genova) |

|                          |           |  |
| Blasig 14’ Bolognesi 16’ | Marcatori |  |

| Crotone 25 aprile 1976 30ª giornata | Crotone            | 0 – 0 referto | Campobasso | Stadio Ezio Scida\| Arbitro: \| Madonna (Ercolano) \| |
| Arbitro:                            | Madonna (Ercolano) |               |            |                                                       |

| Arbitro: | Ponzano (Alessandria) |

|                                                  |           |                  |
| Medeot 13’ Gioanetto 19’ (aut.) Fiore 76’ (aut.) | Marcatori | 42’ (rig.) Bella |

| Arbitro: | Baldari (Roma) |

|                         |           |            |
| Fermiamo 12’ Iovino 38’ | Marcatori | 42’ Blasig |

| Arbitro: | Governa (Alessandria) |

|                                            |           |            |
| Quaresima 11’ Marcolini 60’, 68’ Rossi 64’ | Marcatori | 73’ Blasig |

| Campobasso 23 maggio 1976 34ª giornata | Campobasso      | 0 – 0 referto | Sorrento | Stadio Giovanni Romagnoli\| Arbitro: \| Milan (Treviso) \| |
| Arbitro:                               | Milan (Treviso) |               |          |                                                            |

| Termoli 30 maggio 1976 35ª giornata | Campobasso            | 0 – 0 referto | Bari | Stadio Gino Cannarsa\| Arbitro: \| Governa (Alessandria) \| |
| Arbitro:                            | Governa (Alessandria) |               |      |                                                             |

| Arbitro: | Meneghetti (Verona) |

|                         |           |                    |
| Banella 7’ Beccaria 52’ | Marcatori | 90’ (rig.) Qualano |

| Torre del Greco 13 giugno 1976 37ª giornata | Turris              | 0 – 0 referto | Campobasso | Stadio Amerigo Liguori\| Arbitro: \| Tubertini (Bologna) \| |
| Arbitro:                                    | Tubertini (Bologna) |               |            |                                                             |

| Arbitro: | Menotti (Bologna) |

|                      |           |  |
| Medeot 20’ Pinna 55’ | Marcatori |  |

### Coppa Italia Semiprofessionisti

#### Fase a gironi
| 24 agosto 1975 1ª giornata |  | – Il Campobasso riposa |  |  |

| Vasto 27 agosto 1975 2ª giornata | Pro Vasto        | 0 – 0 | Campobasso | Stadio Aragona\| Arbitro: \| Ponzuoli (Siena) \| |
| Arbitro:                         | Ponzuoli (Siena) |       |            |                                                  |

| Arbitro: | Doni (Monza) |

|                |           |            |
| Umile 16’, 36’ | Marcatori | 17’ Medeot |

| 3 settembre 1975 4ª giornata |  | – Il Campobasso riposa |  |  |

| Arbitro: | Gazzari (Macerata) |

|            |           |  |
| Medeot 75’ | Marcatori |  |

| Arbitro: | Pieroni (Jesi) |

|                        |           |            |
| Capogna 20’ Medeot 37’ | Marcatori | 67’ Anelli |

## Statistiche

### Statistiche di squadra
| Competizione                    | Punti | In casa | In casa | In casa | In casa | In casa | In casa | In trasferta | In trasferta | In trasferta | In trasferta | In trasferta | In trasferta | Totale | Totale | Totale | Totale | Totale | Totale | DR |
| Competizione                    | Punti | G       | V       | N       | P       | Gf      | Gs      | G            | V            | N            | P            | Gf           | Gs           | G      | V      | N      | P      | Gf     | Gs     | DR |
| ------------------------------- | ----- | ------- | ------- | ------- | ------- | ------- | ------- | ------------ | ------------ | ------------ | ------------ | ------------ | ------------ | ------ | ------ | ------ | ------ | ------ | ------ | -- |
| Serie C                         | 39    | 19      | 13      | 5       | 1       | 25      | 5       | 19           | 1            | 6            | 12           | 9            | 27           | 38     | 14     | 11     | 13     | 34     | 32     | +2 |
| Coppa Italia Semiprofessionisti | 5     | 2       | 2       | 0       | 0       | 3       | 1       | 2            | 0            | 1            | 1            | 1            | 2            | 4      | 2      | 1      | 1      | 4      | 3      | +1 |
| Totale                          | -     | 21      | 15      | 5       | 1       | 28      | 6       | 21           | 1            | 7            | 13           | 10           | 29           | 42     | 16     | 12     | 14     | 38     | 35     | +3 |

### Statistiche dei giocatori
| Giocatore       | Serie C  | Serie C | Coppa Italia Semiprofessionisti | Coppa Italia Semiprofessionisti | Totale   | Totale |
| Giocatore       | Presenze | Reti    | Presenze                        | Reti                            | Presenze | Reti   |
| --------------- | -------- | ------- | ------------------------------- | ------------------------------- | -------- | ------ |
| A. Amadori      | 37       | 2       | 4                               | 0                               | 41       | 2      |
| P. Bassi        | 28       | 0       | -                               | -                               | 28       | 0      |
| M. Bencivenga   | 5        | 0       | 3                               | 0                               | 8        | 0      |
| C. Bentivoglio  | 1        | 0       | 0                               | 0                               | 1        | 0      |
| G. Blasig       | 27       | 7       | -                               | -                               | 27       | 7      |
| G. Bolognesi    | 28       | 2       | 4                               | 0                               | 32       | 2      |
| C. Capogna      | 19       | 2       | 3                               | 1                               | 22       | 3      |
| G. Carloni      | 34       | 0       | 4                               | 1                               | 38       | 1      |
| G. Ciaramella   | 3        | -2      | 0                               | -0                              | 3        | -2     |
| B. Colitti      | 3        | 0       | 0                               | 0                               | 3        | 0      |
| C. De Libero    | 1        | 0       | 0                               | 0                               | 1        | 0      |
| L. Donzelli     | 2        | 0       | 2                               | 0                               | 4        | 0      |
| D. Lamia Caputo | -        | -       | 2                               | -2                              | 2        | -2     |
| A. Medeot       | 38       | 7       | 4                               | 3                               | 42       | 10     |
| M. Migliorini   | 35       | -30     | 2                               | -1                              | 37       | -31    |
| R. Parasmo      | 11       | 0       | 1                               | 0                               | 12       | 0      |
| A. Patalano     | 2        | 0       | 2                               | 0                               | 4        | 0      |
| G. Piacenti     | 22       | 2       | -                               | -                               | 22       | 2      |
| V. Pilone       | 30       | 1       | 4                               | 0                               | 34       | 1      |
| B. Pinna        | 29       | 4       | 2                               | 0                               | 31       | 4      |
| M. Scorrano     | 31       | 0       | 3                               | 0                               | 34       | 0      |
| B. Qualano      | 18       | 5       | 1                               | 0                               | 19       | 5      |
| C. Serafini     | 6        | 0       | 1                               | 0                               | 7        | 0      |
| G. Silva        | 2        | 0       | 1                               | 0                               | 3        | 0      |
| A. Tabascio     | 0        | 0       | 2                               | 0                               | 2        | 0      |
| A. Truant       | 4        | 0       | 2                               | 0                               | 6        | 0      |
| V. Urbani       | 33       | 0       | 3                               | 0                               | 36       | 0      |